# Lakebrücke
Die Lakebrücke überquert die Ruhr zwischen dem Ortsteil Lake, im Wittener Stadtteil Heven, und der vom Herbeder Mühlengraben gebildeten Insel in Herbede. Linksseitig des Flusses befindet sich das alte Zollhaus.

## Geschichte
In den zurückliegenden Jahrhunderten befanden sich hier Konstruktionen aus Holz. Die früheste urkundliche Erwähnung der Brücke geht auf das Jahr 1347 zurück, als sie in einem Vertrag über den Verkauf der Fischereirechte von Konrad von Elvervelde an Herrn Heinrich von Hardenberg genannt wurde. Während der Soester Fehde zog ein Dortmunder Heer am 9. November 1444 mit 200 Reitern und 600 Mann Fußvolk auf seinem Weg nach Blankenstein über die Brücke.
Die Annalen verzeichnen, dass die Brücke 1706 oder 1716 einem Eisgang auf der Ruhr zum Opfer fiel. Im Siebenjährigen Krieg zerstörten die Franzosen 1758 auf ihrem Rückmarsch die Brücke. Am 4. Juli 1761 wurde sie von den Franzosen auf ihrem Rückweg erneut eingerissen. 1808 wurde die Brücke durch ein Hochwasser zerstört.
1844 war ein Neubau der Brücke durch den Freiherrn von Elverfeldt fertig gestellt worden. Dieser verlangte einen Brückenzoll. Durch Vererbung kam die Brücke 1890 in den Besitz des Freiherrn von Rheinbaben. 1921 erwarb das Unternehmen Dittmann und Neuhaus die Brücke, sechs Jahre später die Stadt Witten. 1942 kam es letztlich zum Abbruch. Im November 1947 wurde auf Anweisung der britischen Militärregierung eine Behelfsbrücke wieder hergerichtet.
Der Rat der Stadt Witten beschloss 1979 den Bau einer neuen Fuß- und Radwegbrücke als Teil eines großen Rundwegs um den Kemnader See. Sie wurde 1984 eröffnet.
Bis zur Internationalen Gartenbauausstellung 2027 soll die Lakebrücke durch einen 5,70 m breiten Neubau mit geringerer Steigung (6 % statt bisher über 8 %) ersetzt werden.